# زرق
الزَّرَقُ أو الزَّرْق أو الزُّرْقَة أو الماء الأزرق أو الماء الأسود أو الغلوكوما هي أسماء لمرض ينشأ نتيجة ارتفاع الضغط في العين فيحصل نتيجة ذلك تلف في أنسجة العصب البصري وإذا لم يعالج المرض فإن تلفًا كليًا في العصب البصري قد يحدث وبذلك تفقد العين قدرتها على الإبصار.
الزرق هو مرض يصيب العين عند التقدم في السن بسبب تلف العصب البصري في العين ما ينتج عنه ارتفاع ضغط العين ومشكلات في الرؤية والإجهاد العيني. وهو السبب الرئيس للعمى عند كبار السن ويمكن منع الإصابة بالعمى بسبب الزرق لو بدأ العلاج مبكرا بقدر كافٍ.
الكثير من الناس لا يلاحظون هذه البقع العمياء إلا بعد تلف جزء كبير من العصب البصري. وفي حالة التلف الكامل للعصب البصري فإن ذلك يؤدى للعمى الكامل. لذلك فإن التشخيص والعلاج المبكر للزرق هما العاملان الرئيسان للوقاية من الإصابة بالعمى بسبب هذا المرض.
ثمة الساد أو الماء الأبيض Cataract وهو ليس بخطورة الزرق حيث يمكن علاجه باستبدال عدسة وزرعها.
المياه الزرقاء أو الزرق Glaucoma هو مجموعة من أمراض تصيب العصب البصري تؤدي إلى فقدان الخلايا العصبية للشبكية بطريقة مميزة. ومع أن ارتفاع الضغط داخل العين قد يكون سببا أساسًا في حدوثه إلا أنه ليس حتميًا، لأنه يختلف باختلاف الشخص المصاب، فقد يصاب شخص به وضغط العين قليل نسبيا وقد يعيش آخر عيشًا طبيعيًا لسنوات ولا يعاني منه بالرغم من اصابته بارتفاع في ضغط العين. إهمال علاج الزرق قد يؤدي إلى تلف في العصب البصري وينتج من ذلك فقد رؤية جزء من حقل البصر وهو ما يزيد تدريجيًا وقد يؤدي إلى فقد البصر فقدًا كاملًا.

## حدوث الزرق
يوجد سائل يدعى «السائل المائي» يفرز داخل العين ويتم تصريفه خارجها. وهذا السائل ليس جزءا من الدموع التي تفرز خارج العين فوق سطحها. ويرجع سبب الإصابة بمرض الزرق (ارتفاع ضغط العين) إلى عدم توازن بين كمية السائل الذي تفرزه العين وبين قدرة القنوات الخاصة للعين على تصريف هذا السائل فينتج عن ذلك تجمع هذا السائل داخل العين والضغط على أنسجة العين الداخلية بما فيها العصب البصري
حيث أن المصاب بارتفاع الضغط بالعين تتكون في عينه الزرق بدون أي سابق إنذار حيث يشعر المصاب بألم شديد بالرأس وغثيان وشعور بالنعاس، فيذهب للنوم ليتفاجأ عند استيقاظه بأنه قد أصبح أعمى..

## خطورة الزرق
تكمن خطورته في أنه يسبب فقدانا دائما للبصر (عمى)إذا لم يتم اكتشافه ومعالجته مبكرا، فعندما يزيد الضغط في العين عن معدله الطبيعي (15 - 20 مم زئبقي) تتأثر جميع أنسجة العين الداخلية بهذا الارتفاع في الضغط فتتأثر عروق العصب الدموية وبعض طبقات الشبكية كما يحصل تدريجيا تلف في أنسجة العصب البصري وللأسف فإن هذا التلف غير قابل للعلاج حتى ولو أمكن التحكم في معدل الضغط بعد ذلك وهنا تأتي أهمية التشخيص المبكر والاهتمام باستعمال العلاج باستمرار حتى لا يرتفع الضغط عن معدله الطبيعي ويبقى العصب البصري في حالة جيدة

## أنواع الزرق

### زرق الزاوية المفتوحة المزمن
وهو النوع الأكثر شيوعا من الزرق (حوالي 90% من مرضى الزرق لديهم هذا النوع منها) ويظهر كنتيجة للتقدم في العمر (عادة تبدأ الإصابة بهذا المرض بعد سن الخامسة والثلاثين) حيث تقل كفاءة زاوية التصريف داخل العين مما يؤدى لزيادة ضغط العين بالتدريج. ويمكن لهذا النوع من الزرق التأثير بالتدريج على العصب البصري بصورة غير مؤلمة حتى يفاجأ المريض بعد مدة بتلف واضح في العصب البصري. يشعر المريض بضيق في المجال البصري للرؤية أو قد يلاحظ عدم وضوح الرؤية في جزء من المجال البصري، وإذا أستمر المرض بدون علاج فإن قدرة الإبصار تنحصر في منطقة دائرية صغيرة. لذلك فإن التشخيص المبكر يتم في كثير من الحالات عندما يقوم الشخص بزيارة أخصائي العيون للفحص الدوري لعينيه

### زرق الزاوية المغلقة الحاد
وهي أقل شيوعا وعادة تصيب الأشخاص الذين تكون زاوية أعينهم الأمامية ضيقة أو المصابين ببعد النظر، ويتميز هذا المرض بارتفاع مفاجئ وحاد للضغط بسبب حدوث انسداد كامل في زاوية التصريف داخل العين. ويمكن تخيل ما يحدث كسقوط قطعة من الورق على فتحة التصريف في حوض المياه. وهو ما يحدث عندما تلتصق القزحية بزاوية التصريف فتؤدى لانسدادها وعندها يرتفع ضغط العين. وأعراض هذا النوع من الزرق تكون:
رؤية غير واضحة
ألم شديد بالعين
صداع
غثيان وقيء
رؤية ألوان قوس قزح حول مصادر الضوء
هذا النوع من الزرق إذا لم يعالج بشكل عاجل فإنه يؤدي إلى فقدان البصر. وهنا يجب أن نشير إلى ضرورة الاهتمام بالعين الأخرى إذا أصيبت إحدى العينين لان احتمالات إصابة العين الأخرى فيما بعد قد تكون كبيرة ما لم تعط للعين علاجات واقية.

### زرق الزاوية المغلقة المزمن
وهذا النوع من الزرق يظهر في الأشخاص من أصل إفريقي أو آسيوي ويكون انسداد تدريجي لزاوية العين بدون ألم.

### الزرق الخلقي
قد يولد الطفل مصابا بهذا المرض أو يصاب به في السنوات الأولى من عمره ويمكن توارثه عن أحد الأبوين أوكليهما كما قد يحدث نتيجة إصابة الطفل بعدوى فيروسية عند إصابة الأم بهذا الفيروس في الأشهر الثلاثة الأولى من الحمل. ونتيجة لانتشار التزاوج بين الأقارب في بعض البلدان العربية فإن الزرق الخلقي لا يعتبر نادرا. عند إصابة الطفل بالزرق الخلقي يلاحظ الأبوان كبر حجم سواد العين نتيجة لكبر حجم القرنية وهي الطبقة الشفافة التي تغطي سواد العين كما قد تفقد القرنية شفافيتها ولمعانها فيتغير السواد إلى اللون الأزرق أو الأبيض، ومن المهم جدا علاج الزرق الخلقي في أسرع وقت ممكن حتى يستطيع الطفل التركيز بعينيه ويمكن بذلك تجنب كسل العين.

### الزرق الثانوي
هناك أسباب كثيرة من الممكن أن تؤدي إلى ارتفاع ضغط العين منها:
التهابات القزحية المتكررة
نضوج الساد (الكتاراكت - الماء الأبيض)
المراحل المتقدمة لمرض اعتلال الشبكية السكري
الاستعمال الطويل لمركبات الكورتيزون
انسداد الأوعية الدموية بالشبكية
أورام العين الداخلية

## مسبباته الأشخاص المعرضون للإصابة به
هنالك رابط قوي بين وجود ضغط كبير داخل العين، وبين ضرر في عصب البصر وعادة كلما زاد الضغط داخل العين، زاد الضرر في عصب البصر، ومع ذلك قد نجد أناساً يعانون من ضغط كبير في العين، ولا يحدث ضرر للعصب ولا للرؤية، ومقابل ذلك نجد أناسا عندهم الضغط عادي داخل العين ويعانون من ضرر متطور في عصب البصر.
وهذا يعني انه ليست كل المسببات معروفه ولكن المؤكد منه هو أن طبيب العيون يضع العديد من المعلومات معا لتحديد فرص ظهور هذا المرض هي:
- السن
- الأصل الإفريقي
- قصر النظر
- إصابات سابقة بالعين
- وجود حالات سابقة من الزرق بالعائلة
- الإصابة السابقة بأنيميا شديدة

ويقيم الطبيب كل هذه العوامل لكي يقرر احتياج المريض لعلاج الزرق أو لملاحظته فقط كشخص معرض للإصابة بها. وهذا يعني أن ذلك المريض معرض للإصابة بالزرق أكثر من الآخرين. ولذلك يحتاج لفحوصات منتظمة لاكتشاف الأعراض المبكرة لتلف العصب البصري

### مسبباته
وهناك أسباب عديدة تودي إلى قلة تصريف العين للسوائل منها:
- انسداد أو ضيق الفتحات الخاصة بالتصريف
- وجود التهابات داخل العين تودي إلى ضيق القنوات
- تلف في أنسجة القنوات.

### المعرضون للإصابة به
أفراد الأسر التي بها تاريخ وراثي لالزرق حيث يمكن توارث هذا المرض
فمثلا إذا كانت الأم مصابة بهذا المرض فإن احتمالات إصابة مولودها به ترتفع حوالي ست أو سبع مرات عن الأشخاص الذين ليس لديهم تاريخ وراثي للمرض. الأفراد الذين يعانون من بعض أمراض العيون الأخرى، مثل بعد النظر أو القرنية الصغيرة حيث تكون زاوية العين الأمامية التي يتم من خلالها تصريف السائل ضيقة نوعا ما ومعرضة للانسداد كما أن أي اضطرابات أخرى قد تحدث للعين كالتهابات القزحية قد تودي إلى ارتفاع الضغط بها، خصوصا أولئك الذين يتجاوزون الخمسين من عمرهم حيث ترتفع مخاطر الإصابة بهذا المرض عندهم بنسبة خمس مرات عن غيرهم.
مرضى السكري
والذين يستعملون الستريئوديم لفترة طويلة
وذوي البشرة الغامقة
وحالات قليله من المرض تكون نتيجة عاهة في العين منذ الولادة
أو التهاب عيون أو من مشاكل في أوعية الدم الموجودة في العين.

## الوقاية
تفتقر توجيهات فرقة الخدمات الوقائية الأمريكية إلى دلائل كافية تدعم التوصيات بشأن فحوصات الوقاية لمرض الزرق، سواء كانت مؤيدة أو معارضة.
بالمقابل، توصي الأكاديمية الأمريكية لطب العيون بعمل فحوصات شاملة للعين بواسطة طبيب عيون مختص كما يلي:
- الأفراد بدون عوامل الخطر لأمراض العيون: كل ٥-١٠ سنوات للأفراد دون عمر ٤٠ عامًا، مع تزايد وتيرة الفحوصات مع تقدم العمر.[13]
- الأفراد الذين لديهم عوامل الخطر (مثل الأفراد من الأصل الإفريقي أو الإسباني، أو وجود تاريخ عائلي لمرض الزرق): مرة كل سنة أو سنتين للأشخاص دون عمر ٤٠ عامًا أو الذين تجاوزوا ٥٤ عامًا. أما الأفراد التي تتراوح أعمارهم بين ٤٠ و ٥٤ عامًا، فيُوصى بعمل فحوصات كل سنة لحد ٣ سنوات.[14]

وتجب مراجعة خدمات الصحة الشاملة
• إذا كان أحد أفراد الأسرة مصاب بهذا المرض
• إذا وُجد ضغط كبير في إحدى العينين
• إذا ظهرت علامات حادة في تشوش الرؤية وفي مجالها.

### معلومات مطلوبة للمعالج
أدويه سبق استعمالها لهذا المرض، حالات مرض أخرى في العائلة، أمراض سبق وأصيب بها الشخص، نظارات وعدسات مستعمله وجراحة أو علاج سابق في العين

## علاج الزرق
القاعدة تقول أن التلف الذي يحدثه الزرق للعصب البصري لا يمكن علاجه. وتعمل قطرات العين والأقراص وأشعة الليزر والعمليات الجراحية لمنع المزيد من التلف فقط. وفي أي نوع من الزرق فإن الفحص الدوري مهم لمنع فقدان البصر.
هناك أنواع عديدة من الأدوية التي تخفف ضغط العين، كما أن العلاج بأشعة الليزر قد يفيد في بعض الحالات وأحيانا قد لا تستطيع الأدوية تخفيض ضغط العين فينصح أخصائي العيون بإجراء عملية جراحية تساعد على تصريف سائل العين حتى ينخفض ضغط العين إلى المعدل الطبيعي. ومن المهم جدا معرفة أنه يجب الاستمرار في استخدام الأدوية الخافضة للضغط حيث ينتج الإهمال في استعمالها إلى ارتفاع الضغط مرة أخرى وحصول مزيد من التلف لأنسجة العصب البصري.

## استعمال الأدوية
يمكن السيطرة على الزرق باستعمال قطرات العين عدة مرات في اليوم مع بعض أنواع الأقراص أحيانا. تساعد هذه الأدوية على خفض ضغط العين إما من خلال إنقاص إفراز السائل المائي داخل العين أو من خلال تحسين أداء زاوية التصريف.
يجب على المريض أن يستعمل هذه الأدوية بانتظام واستمرار حتى تعطى النتيجة المطلوبة. كما يجب عليه إخبار أي طبيب آخر يعالجه غير طبيب العيون بعلاجات العين التي يستعملها. توجد بعض الآثار الجانبية للأدوية والتي يجب على المريض أن يخبر الطبيب بها فور ظهورها. فقد تسبب بعض قطرات العين الآثار الجانبية

### الآثار الجانبية لبعض القطرات
الإحساس بالوخز، جفاف العين أواحمرار العين أو عدم وضوح الرؤية أو الصداع أو تغير النبض أو دقات القلب أو وتيرة التنفس أو لا يمكن لاي مريض ان يششفى من العلاج

### الآثار الجانبية لبعض الأقراص
تنميل أصابع اليدين والقدمين أوفقدان الشهية أوحصوات الكلى أوإسهال أو إمساك أوفقر الدم وسهولة النزيف

## العلاج بأشعة الليزر
قد تكون أشعة الليزر فعالة في مختلف أنواع الزرق ويستعمل الليزر بإحدى طريقتين حسب نوعه:
زرق الزاوية المفتوحة: حيث تعالج أشعة الليزر قصور التصريف نفسه. ويستعمل الليزر لتوسيع زاوية التصريف للحفاظ على ضغط العين في الحدود الطبيعية.
زرق الزاوية المغلقة: يعمل الليزر على خلق فتحة في القزحية لتحسين انسياب السائل المائي إلى زاوية التصريف.

## العلاج بالجراحة
الجراحة تعتبر هي العلاج الأفضل في معظم حالات الزرق الحادة والزرق الخلقي التي لا تبدي استجابة ملموسة للعلاج بالأدوية. فعند ظهور الحاجة للجراحة للسيطرة على الزرق فإن طبيب العيون يستعمل أدوات دقيقة لعمل قناة تصريف جديدة لكي ينساب منها السائل المائي مما يساعد على خفض ضغط العين.
ورغم أن مضاعفات الجراحة الحديثة لعلاج الزرق نادرة الحدوث إلا أنها واردة مثل أي جراحة. وينصح الطبيب بإجراء الجراحة فقط حين يرى أنها أكثر أمانا من ترك تلف العصب البصري في استمرار. ويقوم الطبيب بشرح كل التفاصيل بخصوص الجراحة عندما تقرر العملية ويوصي بأنسب طرق العلاج لحالة المريض.

### دور المريض في العلاج
إن علاج الزرق يتطلب فريقا مكونا من الطبيب والمريض حيث يصف الطبيب العلاج وعلى المريض المواظبة على استعماله. كما يجب على المريض أيضا عدم التوقف عن أخذ العلاج أو تغييره دون استشارة الطبيب. كما أن الفحص المنتظم يكون شديد الأهمية لمراقبة أي تغيير يطرأ على عين المريض

## إحصائية بعض مسببات العمى
وفقًا لمنظمة الصحة العالمية كانت التقديرات، للأسباب الأكثر شيوعًا للعمى (باستثناء الأخطاء الانكسارية) في جميع أنحاء العالم في عام 2002:
- اعتام عدسة العين (47.9%)
- الزرق (12.3%)
- عتامة القرنية ل (5.1%)
- اعتلال الشبكية السكري (4.8%)
- عمى الأطفال (3.9%)
- الرمد الحبيبي (3.6%)
- مرض العمى النهري (0.8%)

وهذا يوضح أن للزرق دور كبير في العمى وأن (12.3%) من سكان العالم قد أصيبو بالعمى بسبب الزرق.